# Instituto Tecnológico Superior Latinoamericano de Expresiones Artísticas
El Instituto Tecnológico Superior Latinoamericano de Expresiones Artísticas, LEXA, es una universidad privada, localizada en la ciudad de Guayaquil en la República del Ecuador.  Se especializa en presentar al arte como negocio y herramienta de transformación para el mundo. LEXA ofrece carreras de tercer nivel avaladas por el Senescyt, enfocándose en el desarrollo profesional y creativo en el campo de las artes.

## Historia
LEXA fue fundado con el propósito de combinar la educación artística con un enfoque empresarial y transformador. Su objetivo es formar artistas profesionales que no solo dominen su arte, sino que también comprendan cómo aplicarlo de manera efectiva en el mercado y en proyectos de impacto social.  

## Programas Académicos
Carreras de Tercer Nivel: 
1. Comunicación Estratégica y Asesoría de Imagen
2. Actuación y Gestión Cultural
3. Fotografía y Técnicas Audiovisuales

Diseñadas para proporcionar a los estudiantes una formación completa que combine aspectos técnicos, creativos y estratégicos.

## Infraestructura
El Instituto dispone de modernas instalaciones, incluidos laboratorios y equipos que brindan a los estudiantes y al equipo docente un ambiente óptimo para el aprendizaje y el desarrollo de sus habilidades artísticas.
- Datos: Q64590218